# Satus
Satus é uma Região censo-designada localizada no estado norte-americano de Washington, no Condado de Yakima.

## Demografia
Segundo o censo norte-americano de 2000, a sua população era de 746 habitantes.

## Geografia
De acordo com o United States Census Bureau tem uma área de
179,5 km², dos quais 177,7 km² cobertos por terra e 1,8 km² cobertos por água.

## Localidades na vizinhança
O diagrama seguinte representa as localidades num raio de 24 km ao redor de Satus.